# Mezowo

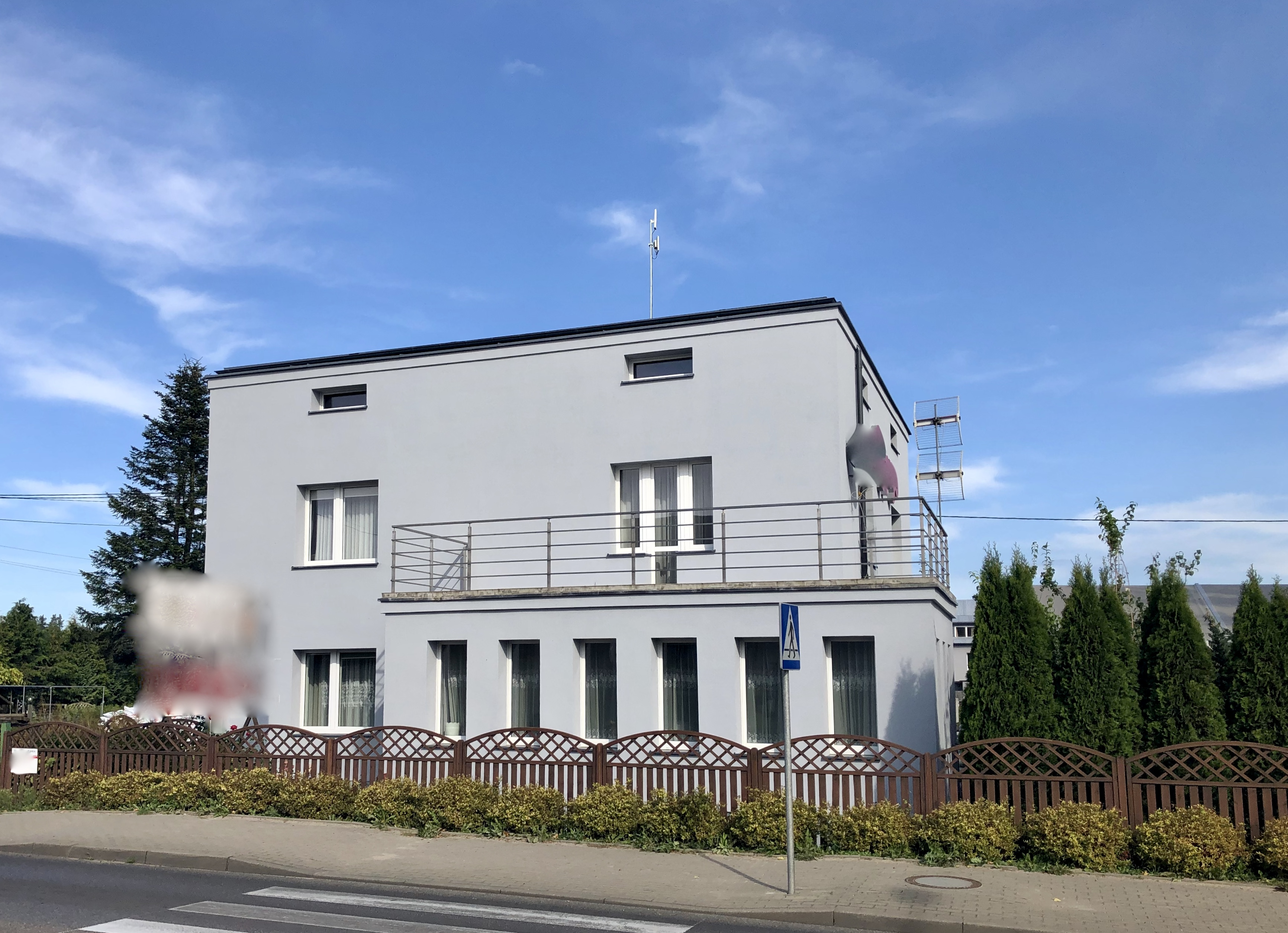
Dom rodziny Kowalskich, arch. Józef Langiewicz, 1936.

Mezowo (kaszub. Mézowò) – wieś kaszubska w Polsce położona w województwie pomorskim, w powiecie kartuskim, w gminie Kartuzy nad jeziorem Mezowskim w okolicy Kartuz. Obszar wsi obejmuje również akweny jezior Okunkowo i Szczyczno.
Wieś norbertanek żukowskich w województwie pomorskim w II połowie XVI wieku.
W latach 1975–1998 miejscowość administracyjnie należała do województwa gdańskiego.
W Mezowie urodził się Brunon Bolesław Kowalski (1886-1935) budowniczy, architekt miasta Gdyni, przedsiębiorca budowlany, członek Magistratu Gdyni (1926).
W 1936 inż. Józef Langiewicz zaprojektował modernistyczny dom dla rodziny Kowalskich w Mezowie.
Wspomnienia wojenne z Mezowa opisał Kazimierz Kowalski (1937 - 2019) w książce Jerzego Wrzałkowskiego.
Dotychczasowi sołtysi od roku 1935:
1935 - 1945 - Emil Drejer
1945 - 1947 - Jan Zwara
1947 - 1971 - Brunon Żołnowski (senior)
1971 - 1995 - Brunon Żołnowski
1995 - 2003 - Michał Regliński
2003 - 2024 - Gabriela Kornelia Elgert
2024 - 2029 - Tomasz Czerniewicz
Dnia 13 lutego 2025 roku zostało zarejestrowanie Stowarzyszenie "Sołectwo Mezowo", którego zadaniem jest wspieranie wszechstronnego i zrównoważonego rozwoju: społecznego, kulturalnego i gospodarczego Sołectwa Mezowo.